# António Lobo Antunes
Pour les articles homonymes, voir Lobo et Antunes.
António Lobo Antunes, né le 1er septembre 1942 à Benfica, Lisbonne, est un écrivain et psychiatre portugais. Il a obtenu le prix Camões en 2007.

## Biographie
Issu de la grande bourgeoisie portugaise, il est élevé dans un milieu aimant. Il doit suivre les traces d'une éducation tout à fait classique de famille portugaise. Il fait des études de médecine et se spécialise en psychiatrie. Son père, pour l’aider, lui permet d’exercer, avec lui, cette discipline à l'hôpital Miguel Bombarda à Lisbonne. Depuis 1985, il se consacre exclusivement à l'écriture.
Son expérience pendant la guerre d'Angola de 1971 à 1973, en tant que médecin, lui inspire directement ses trois premiers romans : Mémoire d'éléphant, Le Cul de Judas et Connaissance de l'enfer qui le rendent immédiatement célèbre dans son pays.
Il poursuit son œuvre avec une tétralogie composée par Explication des oiseaux, Fado Alexandrino, La Farce des damnés et Le Retour des caravelles, romans dans lesquels il fait une relecture du passé du Portugal, depuis l'époque des grandes découvertes jusqu'au processus révolutionnaire d'avril 1974, mettant en avant les tics, les tares et les défauts du peuple qui, au cours des siècles, furent occultés au nom d'une vision héroïque de son histoire.
On pourrait réunir les trois romans suivants (Traité des passions de l'âme, L'Ordre naturel des choses et La Mort de Carlos Gardel) sous le titre Cycle de Benfica, car il y revisite les lieux de son enfance et de son adolescence dans ce quartier de Lisbonne : des lieux qui sont loin d'être paisibles, des lieux marqués par la perte des illusions, la fin des mythes, des lieux où les chemins se séparent.
Avec La Nébuleuse de l'insomnie, il raconte avec une déroutante opacité l'histoire d'une famille d'un domaine agricole sur plusieurs générations, épousant à priori le point de vue de l'un des petits-fils, autiste, surnommé « l'idiot ».

## Thèmes
Ses livres font souvent référence au passage de la dictature à la démocratie avec tout ce que cela entraîna pour la société portugaise : la fin de la guerre coloniale et la soi-disant fin d'une certaine bourgeoisie et de ses valeurs traditionnelles. Ses histoires font souvent revivre cette bourgeoisie complice du régime salazariste sans épargner pour autant la démocratie actuelle. Sans concession, il montre la trivialité, la mesquinerie et l'hypocrisie de la société portugaise à travers les époques. Il y a chez lui une volonté de désacraliser toutes ces valeurs traditionnelles qui tiennent le pays et oppressent la société portugaise (le catholicisme, le patriotisme, l'armée, la famille…). Le héros de ses livres est souvent un homme exerçant une profession libérale, issu d'une "bonne famille" en apparence. Cette famille révèle souvent un dysfonctionnement, la communication y est nulle ou superficielle. On retrouve souvent un narrateur qui s'avoue lâche, ose pleurer et cherche le réconfort auprès d'une femme : l'exact contraire de l'Homme que la société portugaise valorise.

## Style
Sensibilisé aux flux de conscience, Lobo Antunes démontre à travers son œuvre la nécessité de « rompre avec la ligne droite du récit classique et l'ordre naturel des choses », le roman constituant selon son propre aveu un exercice nécessaire de « délire contrôlé ». En effet, il est réputé pour casser l'intrigue traditionnelle au profit des voix intérieures. Ses romans ne sont jamais linéaires, il n'y a pas un, mais plusieurs narrateurs qui parfois décrivent les mêmes situations sous un autre point de vue. Parfois le narrateur change à l'intérieur d'un même chapitre, des pensées intimes se mélangent, le récit est mêlé aux dialogues présents et passés, comme si le narrateur était parfois distrait, une phrase entendue au présent renvoyant à une autre du passé, deux réalités se heurtent et en font naître une troisième. L'univers familier est mêlé indistinctement au fantasme, au rêve ou à l'hallucinatoire. La syntaxe est souvent dénuée de points mais comporte plusieurs tirets et parenthèses. Les dialogues surgissent au milieu d'une phrase dont le lecteur ne sait plus exactement où elle a commencé et si, entre-temps, elle n'a pas changé de locuteur ou d'unité de lieu et de temps.

## Distinctions
- Grand-croix de l'ordre de Sant'Iago de l'Épée
- Commandeur de l'ordre des Arts et des Lettres

## Œuvres
Antunes est traduit en français et publié à Paris chez Christian Bourgois (CB) et aux Éditions Métailié (M) ; en poche, dans les collections « 10/18 » et « Points » aux Éditions du Seuil.
L’Œuvre d’Antunes est considérée par certains spécialistes comme « nobélisable ».

### Romans
- Memória de Elefante (1979) Publié en français sous le titre Mémoire d'éléphant, traduit par Violante do Canto et Yves Coleman, (CB), 1998  (ISBN 2-267-01407-6)
- Os Cus de Judas (1979) Publié en français sous le titre Le Cul de Judas, traduit par Pierre Léglise-Costa, (M), 1983  (ISBN 2-86424-022-X)
- Conhecimento do Inferno (1980) Publié en français sous le titre Connaissance de l'enfer, traduit par Michelle Giudicelli, (CB), 1998  (ISBN 2-267-01440-8)
- Explicação dos Pássaros (1981) Publié en français sous le titre Explication des oiseaux, traduit par Geneviève Leibrich, (CB), 1991  (ISBN 2-267-00620-0)
- Fado Alexandrino (1983) Publié en français sous le titre Fado Alexandrino, traduit par Pierre Léglise-Costa et Geneviève Leibrich, Albin Michel et (M), 1987  (ISBN 2-226-02939-7)
- Auto dos Danados (1985) Publié en français sous le titre La Farce des damnés, traduit par Violante Do Canto et Yves Coleman, (CB), 1992  (ISBN 2-267-00619-7)
- As Naus (1988) Publié en français sous le titre Le Retour des caravelles, traduit par Michelle Giudicelli et Olinda Kleiman, (CB), 1990  (ISBN 2-267-00618-9)
- Tratado das Paixões da Alma (1990) Publié en français sous le titre Traité des passions de l'âme, traduit par Geneviève Leibrich, (CB), 1993  (ISBN 2-267-01154-9)
- A Ordem Natural das Coisas (1992) Publié en français sous le titre L'Ordre naturel des choses, traduit par Geneviève Leibrich, (CB), 1994  (ISBN 2-267-01252-9)
- A Morte de Carlos Gardel (1994) Publié en français sous le titre La Mort de Carlos Gardel, traduit par Geneviève Leibrich, (CB), 1995  (ISBN 2-267-01313-4)
- Manual dos Inquisidores (1996) - Prix du Meilleur livre étranger 1997 Publié en français sous le titre Le Manuel des inquisiteurs, traduit par Carlos Batista, (CB), 1996  (ISBN 2-267-01384-3)
- O Esplendor de Portugal (1997) Publié en français sous le titre La Splendeur du Portugal, traduit par Carlos Batista, (CB), 1998  (ISBN 2-267-01464-5)
- Exortação aos Crocodilos (1999) Publié en français sous le titre Exhortation aux crocodiles, traduit par Carlos Batista, (CB), 1999[3] (ISBN 2-267-01515-3)
- Que farei quando tudo arde? (2001) Publié en français sous le titre Que ferai-je quand tout brûle ?, traduit par Carlos Batista, (CB), 2003  (ISBN 2-267-01680-X)
- Boa Tarde às Coisas Aqui em Baixo (2003) Publié en français sous le titre Bonsoir les choses d'ici-bas, traduit par Carlos Batista, (CB), 2005  (ISBN 2-267-01754-7)
- Eu Hei-de Amar Uma Pedra (2004) Publié en français sous le titre Il me faut aimer une pierre, traduit par Michelle Giudicelli, (CB), 2007  (ISBN 978-2-267-01907-0)
- Ontem Não Te Vi Em Babilónia (2006) Publié en français sous le titre Je ne t'ai pas vu hier dans Babylone, traduit par Michelle Giudicelli, (CB), 2009  (ISBN 978-2-267-02049-6)
- O Meu Nome é Legião, (2007) Publié en français sous le titre Mon nom est légion, traduit par Dominique Nédellec, (CB), 2011  (ISBN 978-2-267-02139-4)
- O Arquipélago da Insónia (2008) Publié en français sous le titre La Nébuleuse de l'insomnie, traduit par Dominique Nédellec, (CB), 2012  (ISBN 978-2-267-02362-6)
- Que Cavalos São Aqueles Que Fazem Sombra no Mar? (2009)[4],[5],[6],[7] Publié en français sous le titre Quels sont ces chevaux qui jettent leur ombre sur la mer ?, traduit par Dominique Nédellec, (CB), 2014, 428 pages  (ISBN 978-2-267-02633-7)
- Sôbolos Rios Que Vão (2010) Publié en français sous le titre Au bord des fleuves qui vont, traduit par Dominique Nédellec, (CB), 2015  (ISBN 978-2-267-02724-2)
- Comissão das Lágrimas (2011)
- Não É Meia Noite Quem Quer (2012)
- Caminho Como Uma Casa Em Chamas (2014)
- Da Natureza dos Deuses (2015) Publié en français sous le titre De la nature des dieux, traduit par Dominique Nédellec, (CB), 2016  (ISBN 978-2-267-02945-1)
- Para Aquela que Está Sentada no escuro à Minha Espera (2016) Publié en français sous le titre Pour celle qui est assise dans le noir à m'attendre, traduit par Dominique Nédellec, (CB), 2017  (ISBN 978-2-267-03005-1)
- Ate Que as Pedras Se Tornem Mais Leves Que a Água (2017) Publié en français sous le titre Jusqu'à ce que les pierres deviennent plus douces que l'eau, traduit par Dominique Nédellec, (CB), 2019  (ISBN 978-2-267-03120-1)
- A outra margem do mar (2019)Publié en français sour le titre L'Autre rive de la mer, traduit par Dominique Nédellec, (CB), 2024  (ISBN 978-2-267-04963-3)

### Poésie
- Não Entres Tão Depressa Nessa Noite Escura (2000) Publié en français sous le titre N'entre pas si vite dans cette nuit noire, traduit par Carlos Batista, (CB), 2001  (ISBN 2-267-01595-1)
- Letrinhas das Cantigas (2002)

### Chroniques
- Livro de Crónicas (1998) Publié en français sous le titre Livre des chroniques, traduit par Carlos Batista, (CB), 2000  (ISBN 2-267-01535-8)
- Segundo Livro de Crónicas (2002) Publié en français sous le titre Livre des chroniques II. Dormir accompagné, traduit par Carlos Batista, (CB), 2001  (ISBN 2-267-01569-2)
- Terceiro Livro de Crónicas (2006) Publié en français sous le titre Livre des chroniques III, traduit par Carlos Batista, (CB), 2004  (ISBN 2-267-01713-X)
- Quarto Livro de Crónicas (2011) Publié en français sous le titre Livre des chroniques IV, traduit par Carlos Batista, (CB), 2009  (ISBN 978-2-267-02011-3)
- Quinto Livro de Crónicas (2013) Publié en français sous le titre Bien sür que tu te souviens de moi : chroniques, traduit par Carlos Batista, Points no 1131, 2013  (ISBN 978-2-7578-3365-0)

### Autres publications
- A História do Hidroavião (1994) (illustrations de Vitorino)
- D'este viver aqui neste papel descripto: cartas da guerra ("Cartas da Guerra") (2005) Publié en français sous le titre Lettres de la guerre : de ce vivre ici sur ce papier décrits d'ici-bas, traduit par Carlos Batista, (CB), 2006  (ISBN 2-267-01849-7)